# Hagebos
Het Hagebos is een essenhakhoutbos van 6 ha dat zich bevindt ten zuidwesten van de West-Vlaamse plaats Zuienkerke.
Het Hagebos valt onder het beheer van het Agentschap Natuur en Bos en valt onder de beheerseenheid Blankenbergse Polder Zuid. Het is een van de weinige bossen in de West-Vlaamse polderstreek. Kenmerkend zijn speenkruid en maarts viooltje.